# Goarnă

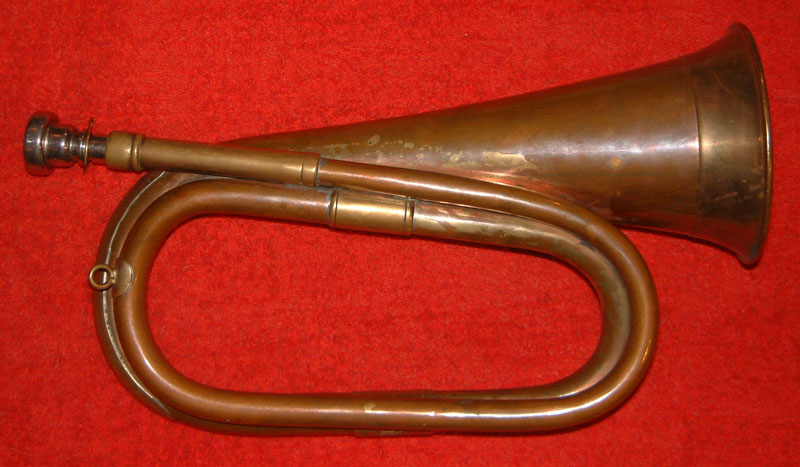
Goarnă (în Si bemol)

Goarna este un instrument muzical de suflat, fără valve.
Este utilizată în context militar (în prezent, exclusiv la ceremonii), unde sunetul puternic este apreciat.
Se pot interpreta 5 note, toate în serie armonică (f, 2f, 3f, 4f, 5f). Aceste note sunt cunoscute ca scala goarnei.

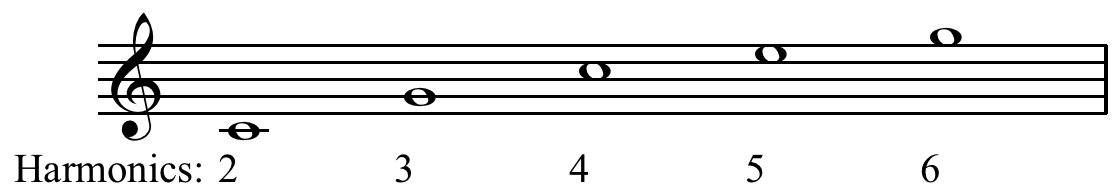
Bugle scale.